# 和泉市立鶴山台南小学校
和泉市立鶴山台南小学校（いずみしりつつるやまだいみなみしょうがっこう）は、大阪府和泉市にある公立小学校。
和泉市の北部、信太の森の北、古来「鶴の山」と呼ばれていた山を含む広大な丘陵地を造成して建設された「鶴山台団地」の南端に位置する。
1971年に和泉市立信太小学校から分離して開校した。
団地の北には、二年遅れて同じく信太小学校から分離した鶴山台北小がある。

## 沿革
- 1971年 - 開校式　職員赴任 (10名) (昭和46年10月1日)
- 1971年 - 転入式　信太小学校より児童31名受け入れ (10月23日)
- 1971年 - 授業開始　各学年1学級　合計6学級編成 (10月25日)
- 1971年 - 校舎竣工式 (11月8日)
- 1972年 - 第一回創立記念日 記念誌「こんぱす」発行 (昭和47年11月24日)
- 1973年 - 校舎(本館東側)増築竣工(普通4 家1 図書1) (昭和48年2月)
- 1973年 - プール竣工 (昭和48年7月)
- 1974年 - 新館(北側 普通8) 体育館竣工 (昭和49年6月)
- 1975年 - 新館(西側 普通6) 増築竣工 (昭和50年8月)
- 1977年 - プレハブ教室(普通3) 増築竣工 (昭和52年4月)
- 1978年 - 新館(南側 普通6) 増築竣工 (昭和53年5月)
- 1979年 - 温室寄付される (昭和54年3月)
- 1979年 - 校区変更により鶴山台北小学校へ246名移籍 (昭和54年4月1日)
- 1980年 - 小鳥小屋、百葉箱完成 (昭和55年3月)
- 1981年 - 藤棚完成 (昭和56年3月)
- 1982年 - 校歌額(木彫り)完成 (昭和57年3月)
- 1983年 - アスレチック完成 (昭和58年3月)
- 1985年 - 太陽高度計、胸板校章 (昭和60年3月)
- 1986年 - 歴史壁画完成 (昭和61年3月)
- 1987年 - 銅板レリーフ校歌一面 (昭和62年3月)
- 1988年 - 野外活動用かまど設置 (昭和63年3月)
- 1991年 - 観察池 (平成3年3月)
- 1993年 - 一輪車練習コース (平成5年3月)
- 1995年 - 通級教室「ことばの教室」開設 (平成7年4月)
- 1996年 - 一輪車置き場設置 (平成8年10月)
- 1999年 - コンピュータ室完成 (平成11年)
- 2000年 - 創立三十周年記念誌「こんぱす」第31号発刊 (平成12年11月24日)
- 2006年 - 35周年記念事業 (平成18年10月)

## 教育目標
生き生きと輝く子どもを育てる
- 学ぶ喜びを知る子ども
- 心豊かで、思いやりのある子ども
- 明るく元気な子ども

## 交通
- JR阪和線北信太駅から南南東へ徒歩25分
- 南海バス北信太駅筋バス停から鶴山台回りで鶴山台南小学校前バス停下車。